# Cathédrale Notre-Dame-de-l'Assomption de Valladolid
Cette  cathédrale n’est pas la seule cathédrale Notre-Dame-de-l'Assomption.
La cathédrale Notre-Dame-de-l'Assomption est le principal édifice catholique de la ville de Valladolid, dans la communauté autonome de Castille-et-León en Espagne.

## Histoire

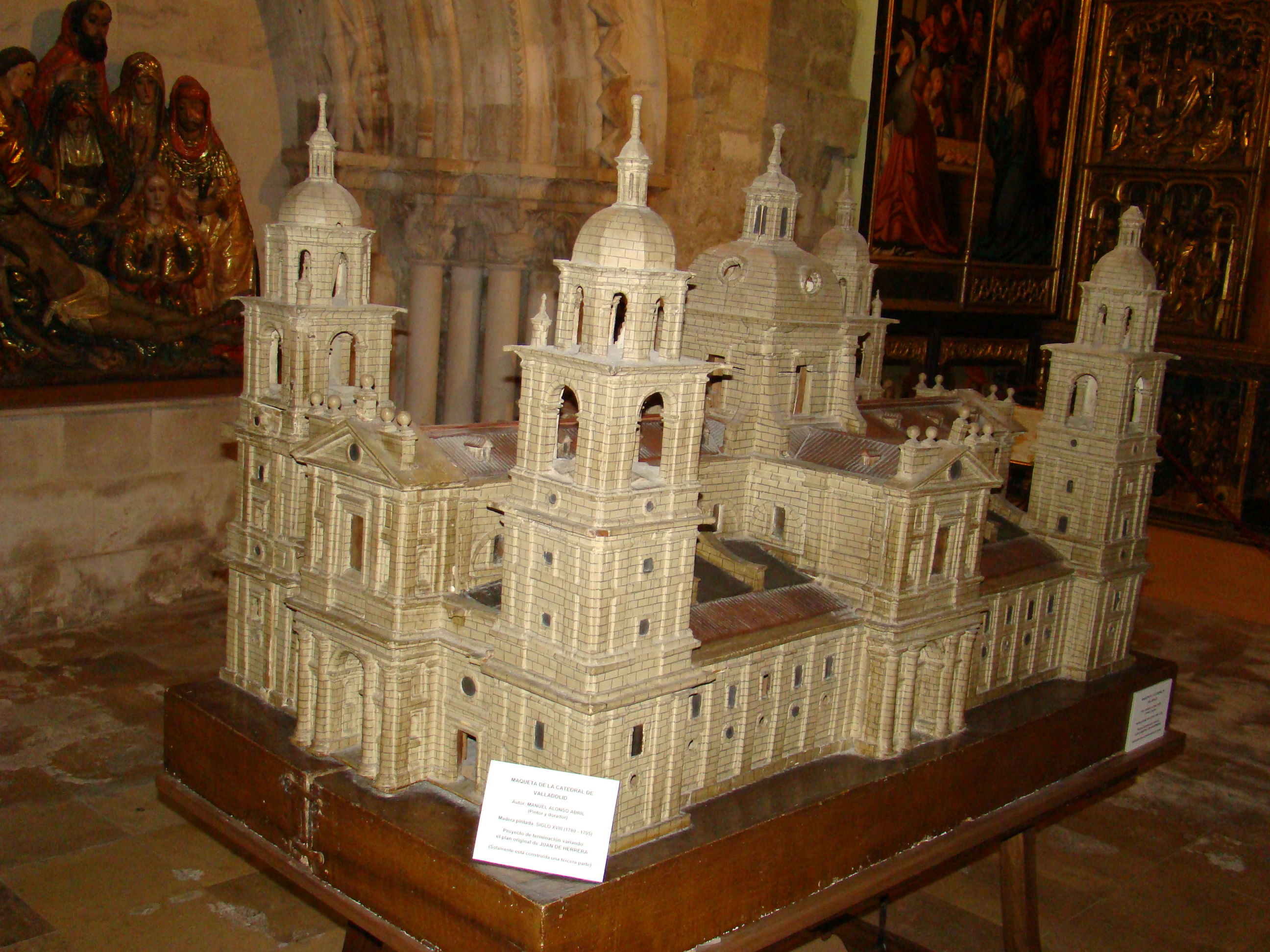
Modèle à l'échelle du projet idéal par Juan de Herrera.

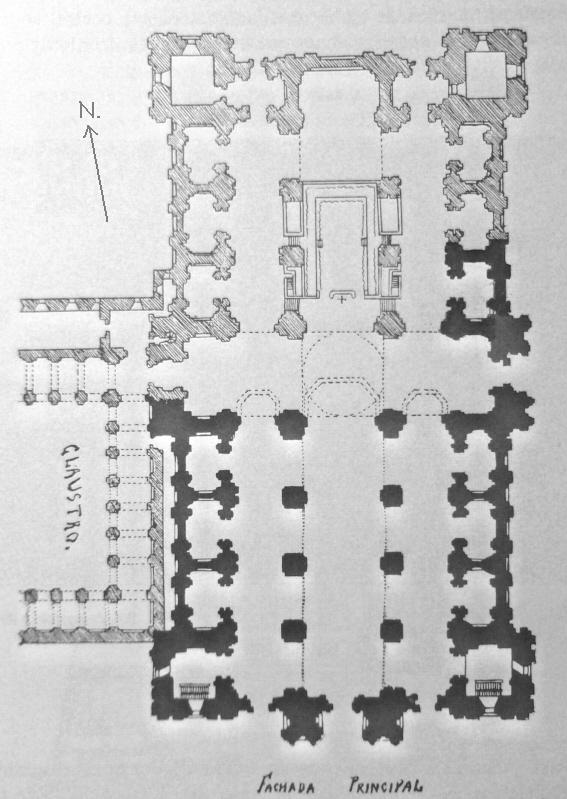
Projet d'une grande église à trois nefs avec la croisée et le chœur. En noir, les parties construites, en rayé gris clair, les parties qui ne l'ont pas été. Une ligne de pointillés montre les trois absides provisoires du XVIIe siècle qui ferment actuellement l'édifice.

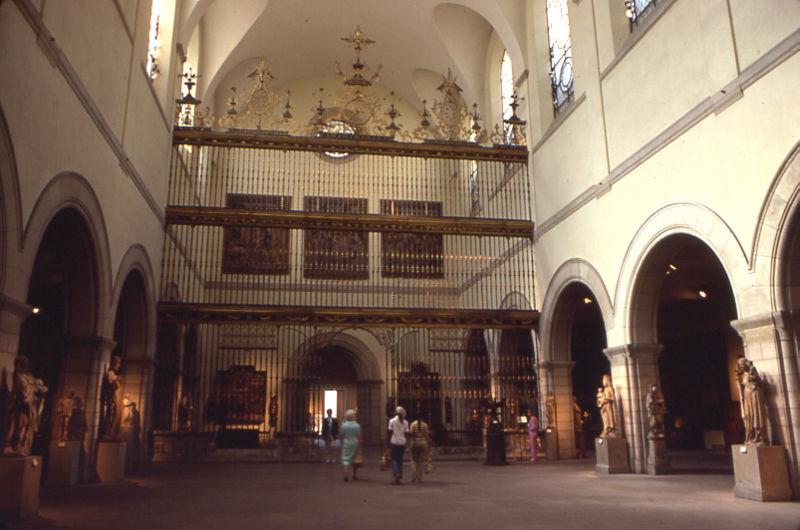
La porte de la cathédrale, vendue en 1956, qui est actuellement à New York, dans le Metropolitan Museum of Art.

La cathédrale tient son origine d'une collégiale gothique du XVe siècle. Avant d'être temporairement capitale du royaume unifié, Valladolid n'était pas siège d'un évêché, et ainsi il y a eu la nécessité de construire une cathédrale.
Le conseil municipal a lors décidé de la construction d'un édifice qui ferait de l'ombre aux cathédrales voisines, en étant une des plus grandes cathédrales d'Espagne.
La ville accueillait la cour du roi Philippe II d'Espagne, mais, en 1560, la capitale fut transférée à Madrid et le projet architectural en fut largement réduit.
La cathédrale n'a été terminée qu'au cours du XVIIIe siècle avec l'ajout de la façade principale.
Le retable du maître-autel en bois polychrome fut réalisé par Jean de Joigny.

## Architecture
Contrairement à l'architecture stricte du palais de l'Escurial, qui remonte aux plans de Jean de Bautista de Tolède († 1567), tant son église, conçue par Herrera, la cathédrale de Valladolid, orientée presque dans la direction nord-sud, montrent une volonté nettement plus forte d'éléments de division et même de détails ornementaux (colonnes, figures, blasons, etc.).
La façade tripartite de l'église est flanquée de deux clochers (campanarios), dont celui de gauche n'est pas terminé ; celle de droite, divisée par plusieurs corniches, est carrée dans la partie inférieure, octogonale dans la partie supérieure et se termine par une figure de la Vierge Marie. La partie médiane de la façade est tirée vers l'extérieur comme un avant-corps et est structurée dans la zone inférieure par des piliers. Au dessus il y a un balcon avec une balustrade. L'extrémité supérieure des deux façades latérales est occupée par des volutes d'aspect baroque.
L'intérieur presque sombre de la cathédrale, composé de trois nefs, est dominé par de puissants piliers dont les gabarits en forme de pilastres sont couronnés par des chapiteaux. Une corniche massive s'étend au-dessus, qui obscurcit la vue des fenêtres à lunette. Les bas-côtés donnent accès aux chapelles latérales attenantes. Derrière les absides - ajoutées plus tard - se trouvent les restes du transept prévu avec un portail encadré par quatre colonnes. Le projet s'inspire de la nouvelle idéologie qui avait inspiré le concile de Trente, qui défendait l'approche de l'Eucharistie au peuple. Ainsi, Herrera déplace le chœur - qui avait traditionnellement été placé devant le grand autel en bloquant sa vue - vers le chevet du temple, laissant un large espace entre le transept et la porte sud. Le chœur, qui entoure l'autel, est devenu ouvert à la nef, de sorte que les deux sont parfaitement visibles par les fidèles.

## Galerie

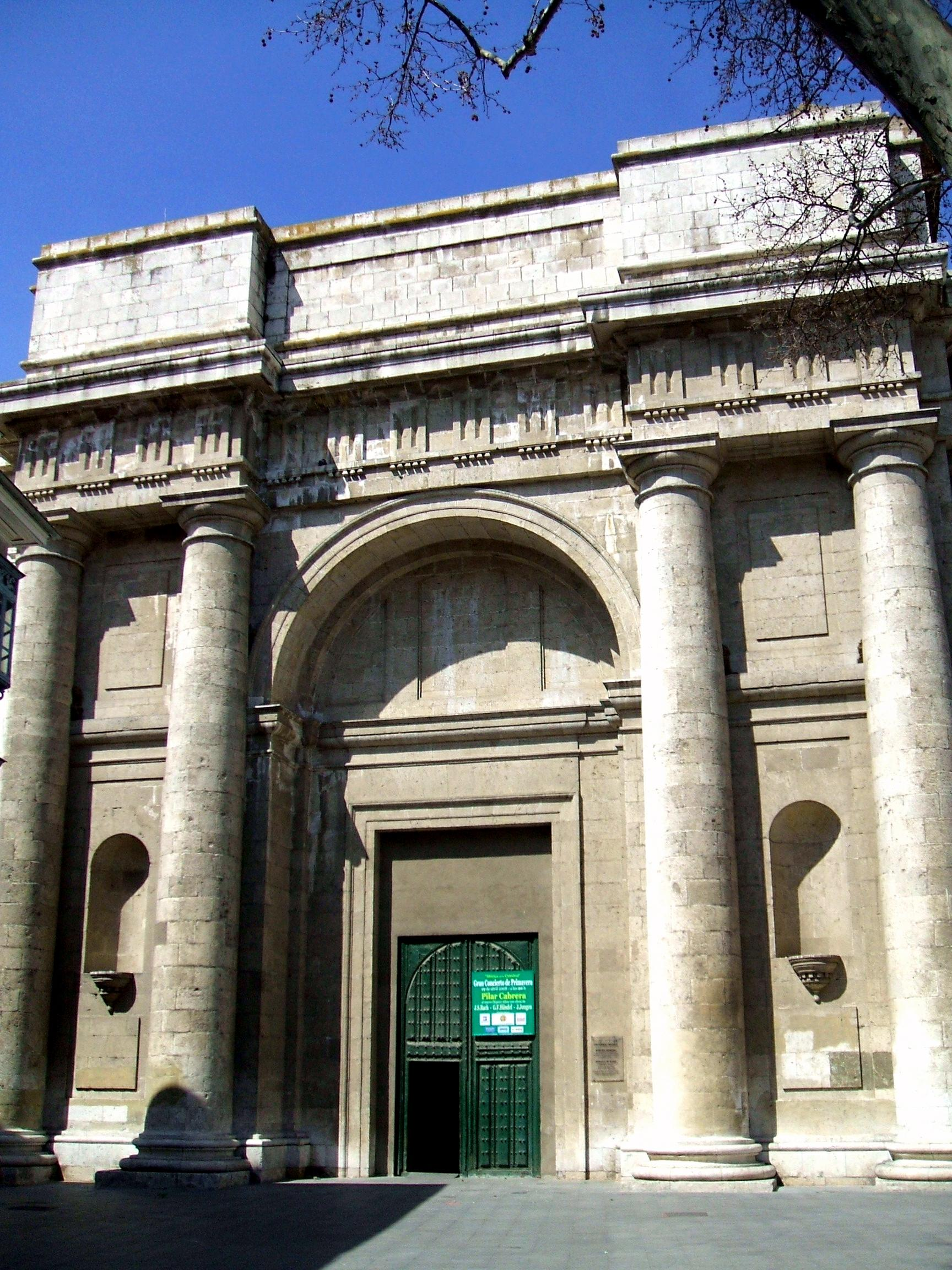
La façade est de la croisée construite entre 1962 et 1964.
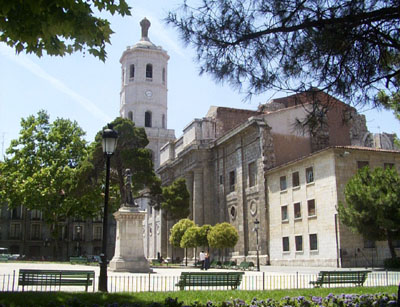
La cathédrale inachevée et la Plaza de la Universidad, près de l'université de Valladolid.
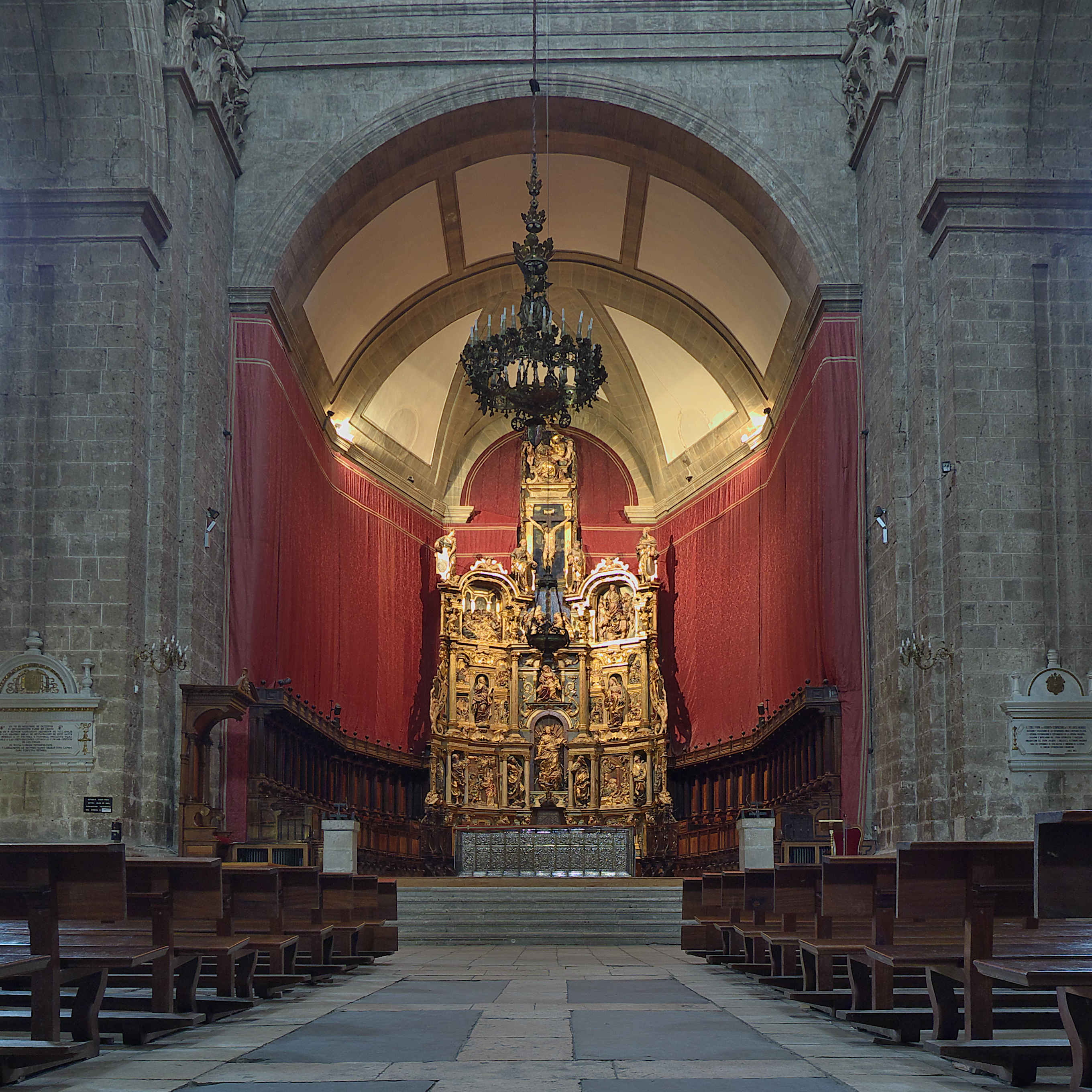
Presbytère de la cathédrale.
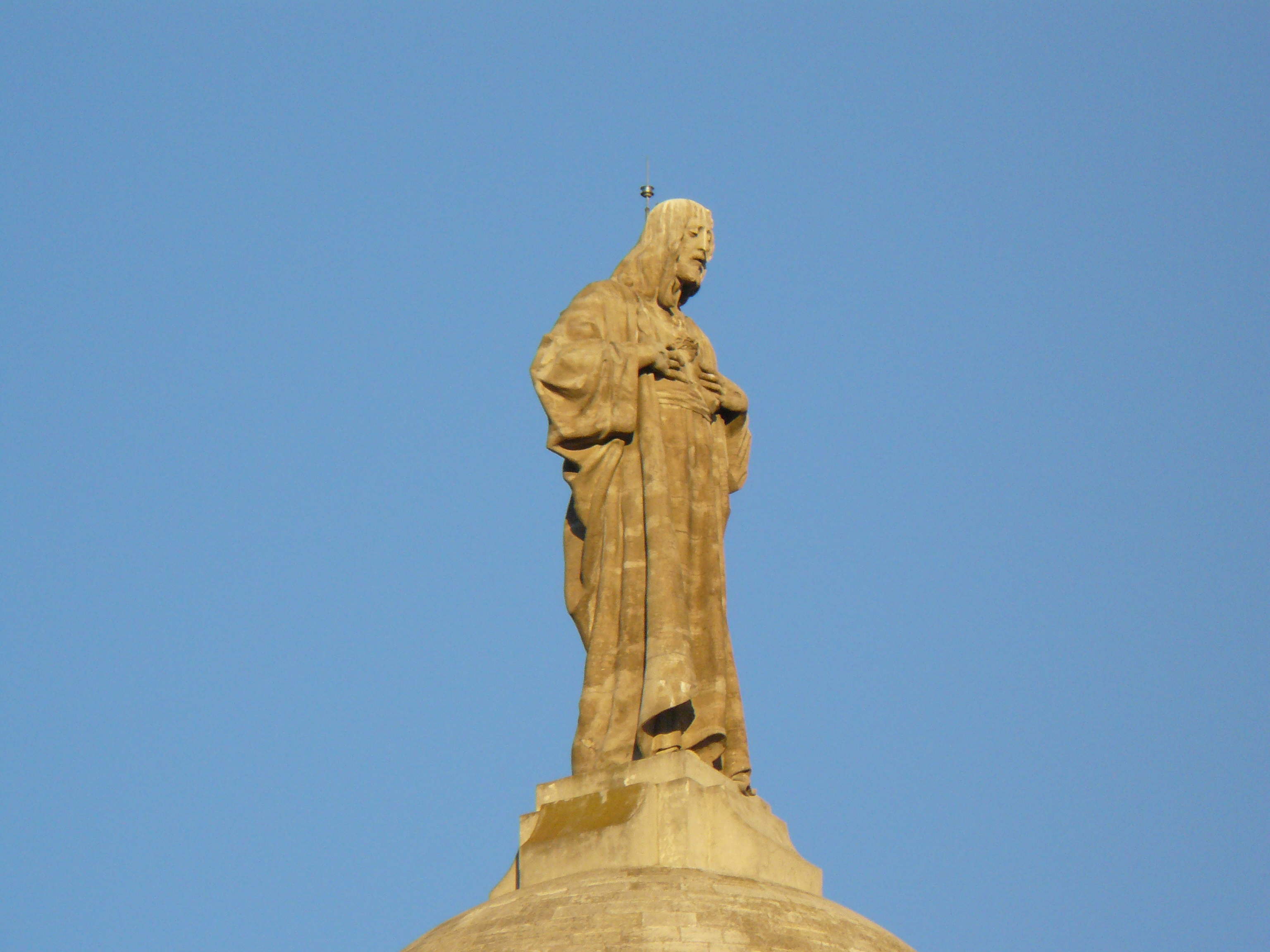
Statue du Sacré-Cœur de Jésus au sommet du clocher.
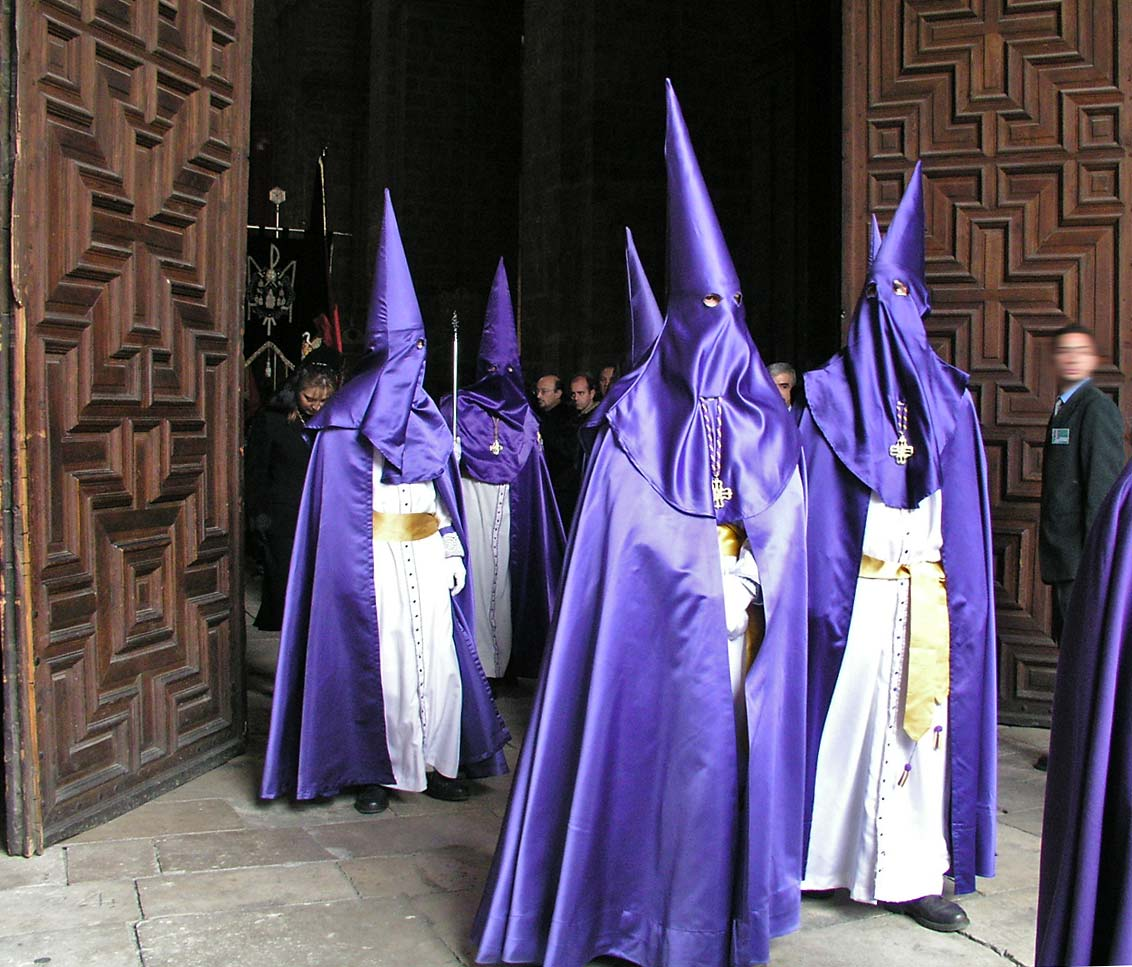
Capuchones ou capirotes durant la Semaine sainte.
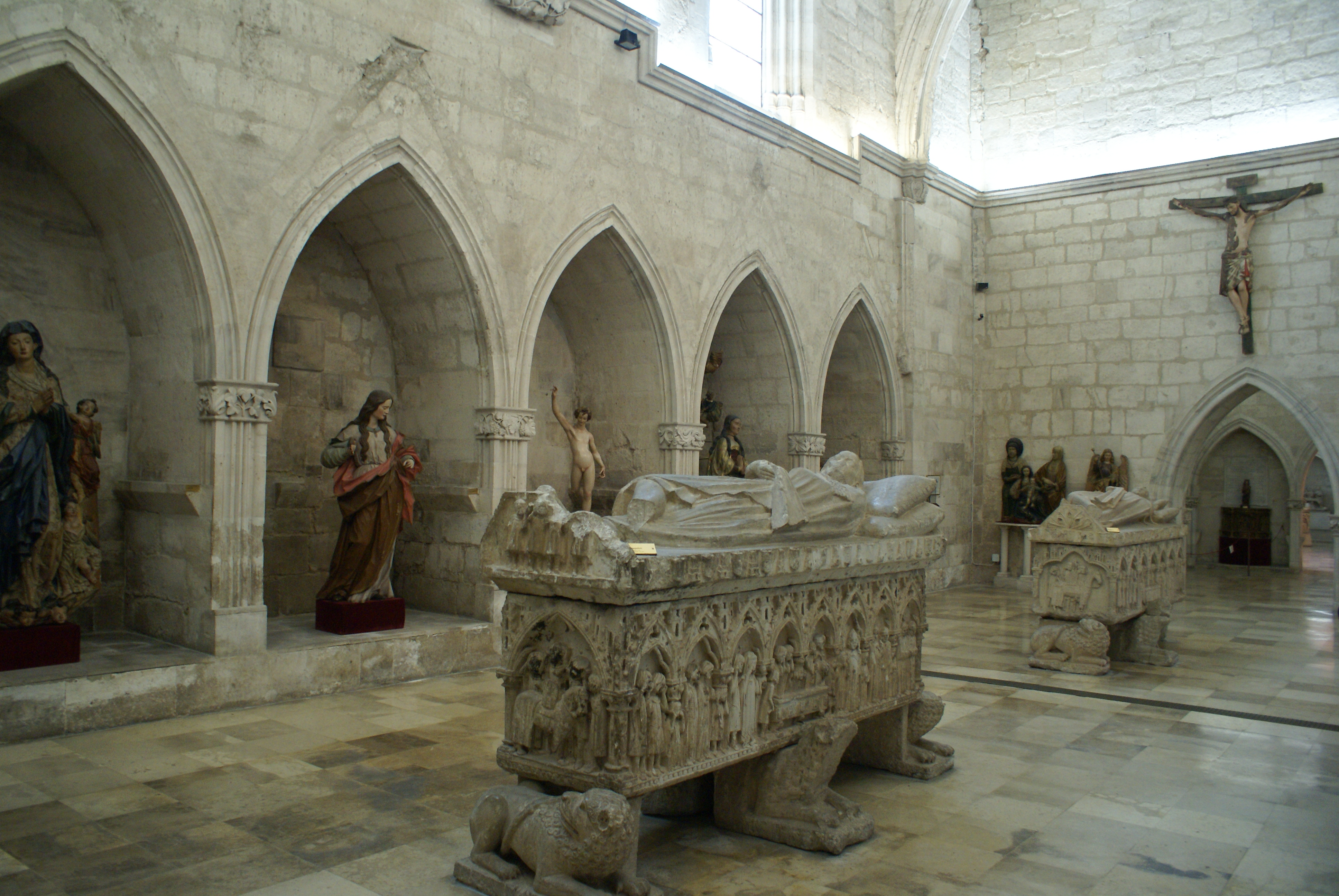
Chapelle Saint-Laurent.

## Source
- (en) Cet article est partiellement ou en totalité issu de l’article de Wikipédia en anglais intitulé « Cathedral of Valladolid » (voir la liste des auteurs).